# 米国研究公正局
研究公正局（けんきゅうこうせいきょく、Office of Research Integrity、ORI）とは、研究の公正性、すなわち科学における不正行為が行われていないかどうかなどを監視する、米国の政府系機関である。
前身はアメリカ国立衛生研究所（NIH）内に設置されたOSI（Office of Scientific Integrity 科学公正局）およびアメリカ合衆国保健福祉省（HHS）のAssistant Secretary for Healthの下に設置されたOSIR（Office of Scientific Integrity Review）の二つであり、1992年5月に統合されたものである。

## 概説
ORIは、保健福祉長官（Secretary of Health and Human Services）に代わってアメリカ公衆衛生局（PHS、Public Health Service）の研究公正活動の指揮監督を行っている。ただし、食品・医薬品行政上の研究の公正性については（他の政府機関が担当しているので）守備範囲外である。
組織的には、ORIはOS（Office of the Secretary of Health and Human Services）の中の、OASH（Office of the Assistant Secretary for Health）内に存在している。
ORIは次のような活動を行うことでその責任を果たしている。
- 科学における不正行為の探知・捜査および防止のための、方針・手順・規則の開発
- 研究助成金を受けている団体、学内研究プログラム、HHSのOffice of Inspector Generalにおける不正行為の捜査についての審査やモニタリング
- Assistant Secretary for Healthに対して、不正発見と管理行為の推奨

等々